# Scholcz Rezső
Szepesi Scholcz Rezső (Leibic, 1832. augusztus 29. – Innsbruck, 1896. július 17.) erdőmérnök, erdőigazgatóság-vezető, miniszteri tanácsos.

## Pályafutása
A középiskoláit Miskolcon, és a késmárki evangélikus főgimnáziumban végezte el. 1852-től a Selmecbányai erdészeti akadémia hallgatója volt, s 1854-ben sikerrel zárta le itteni tanulmányait. Erdészjelöltként az alsó-magyarországi bánya-, erdő- és jószágigazgatóság kerületébe, a zólyomi királyi erdőhivatalhoz nevezte ki a pénzügyminisztérium. Itt a belső és külső erdészeti szolgálatnál, valamint a számvevőségnél és birtokrendezésnél is alkalmazták. 1856-ban helyettes erdőgondnokként a felsőstubnyai erdőgondnokság vezetésével bízták meg.
1856 őszén letette az erdészeti államvizsgát, s ekkor az igazgatóság 1857 elején erdőgyakornokká, majd még ugyanezen évben II. osztályú erdésszé nevezte ki. 1858 márciusában a kisgarami, nagy kiterjedésű és fontos erdőgondnokság kezelését és berendezését bízták rá.
1862-ben a selmecbányai bánya-, erdő- és jószágigazgatóság erdészeti fogalmazója, 1865-ben az igazgatóság erdészeti szakosztályának vezetője lett, s a birtokrendezési és tagosítási ügyeken kívül főfelügyelőként az erdőbecslést és erdőrendezést is vezette. 1867-ben a pénzügyminisztériumba került I. osztályú pénzügyminiszteri fogalmazói beosztásban, 1868-ban erdőtanácsossá és az alsó-magyarországi fő-bányagrófi hivatal erdészeti előadójává nevezték ki. 1871 elejétől kezdve osztálytanácsosi rangban a Besztercebányai
Jószágigazgatóság vezetését végezte, majd 1880-ban a Besztercebányán újonnan felállított erdőigazgatóság vezetésével bízták meg. Itteni működéséért 1883-ban Arany Érdemkeresztet, 1885-ben a III. osztályú Vaskorona-rendet adományozták számára.
1891-ben a Földművelési Minisztériumban a kincstári erdők kezelését végző ügyosztály vezetője lett miniszteri tanácsosként, s az Erdészeti főosztály vezetőjének Bedő Albertnek is helyetteseként működött.
1894. december 12-én 40 évi szolgálati idejét letöltve, betegségére való tekintettel nyugdíjazását kérte. Kérelmének teljesítése mellett 1895-ben magyar nemességre emelte az uralkodó Szepesi előnévvel.

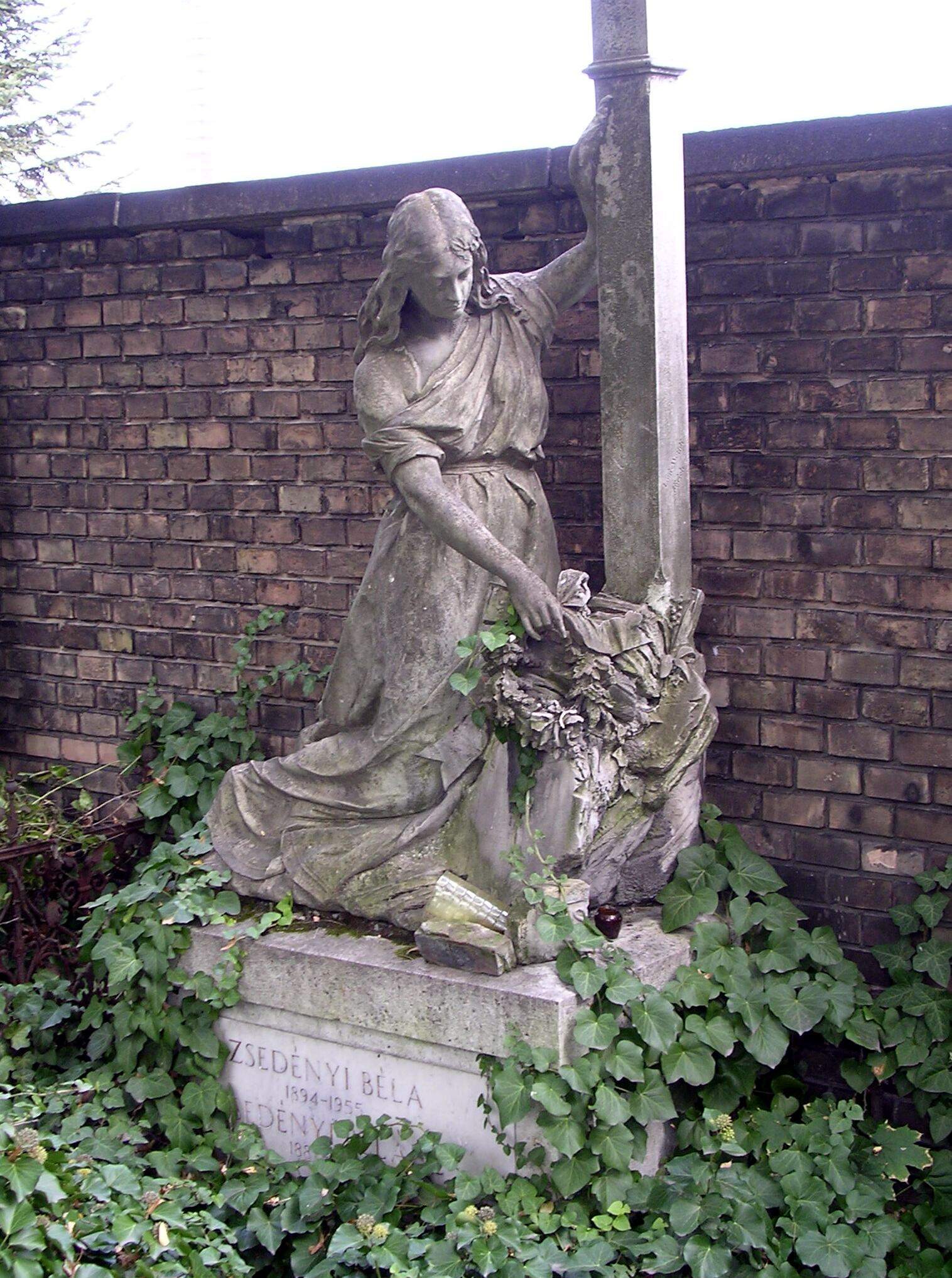
Sírja a Fiumei úti sírkertben, Bal oldali falsírboltok 577. Louis Wethli alkotása

Felesége Kachelmann Károly leánya, Emília Apollónia Ágosta volt, fia Aladár Rezső Arnold, leányai: Etelka Hermina Gizella, Mária Anna Sarolta és Ida Laura Judit voltak. 1892-ben három leányukról és fiukról (Etelka, Mariska, Judit, Aladár) van adat, 1900-ban pedig Judit leányuk esküvőjéről adtak hírt a lapok.A Fiumei úti sírkertben található síremléke, melyet Louis Wethli zürichi szobrász alkotása díszít.

## Forrás
- Erdészeti Lapok, 1895. 34. évf. 4. füzet, 436-441. o.
- Szinnyei József: Magyar írók élete és munkái XII. (Saád–Steinensis). Budapest: Hornyánszky. 1908.   557. o.